# ロナルド・ジューン
ロナルド・ジューン（Ronald Jhun、1970年9月21日 - ）は、アメリカ合衆国の男性総合格闘家。ハワイ州ホノルル出身。808ファイトファクトリー所属。元KOTC世界ウェルター級王者。
総合格闘家のレイ・クーパーは義弟。

## 来歴
1998年8月4日、SuperBrawlでプロ総合格闘技デビュー。
2000年1月14日、初参戦となった修斗で佐々木有生と対戦し、腕ひしぎ三角固めで一本負けを喫した。
2002年6月29日、修斗世界ライトヘビー級（-83kg）王者の須田匡昇とノンタイトル戦で対戦し、0-2の判定負けを喫した。
2003年5月16日、KOTC世界ウェルター級王座決定戦でショーニー・カーターと対戦し、3-0の判定勝ちを収め王座獲得に成功した。
2004年8月21日、UFC初参戦となったUFC 49でクリス・ライトルと対戦し、フロントチョークで一本負けを喫した。
2004年10月16日、SuperBrawlウェルター級王座決定戦でジェイソン・"メイヘム"・ミラーと対戦し、肩固めで一本負けを喫し王座獲得に失敗した。
2006年1月20日、Rumble on the Rockウェルター級（-79kg）トーナメント1回戦でフランク・トリッグと対戦し、0-3の判定負けを喫した。
2006年7月21日、修斗環太平洋ミドル級（-76kg）王座決定戦で中村K太郎と対戦し、チョークスリーパーで一本負けを喫し王座獲得に失敗した。
2006年12月8日、Strikeforce全米ミドル級王座決定戦でユージーン・ジャクソンと対戦し、チョークスリーパーで一本負けを喫し王座獲得に失敗した。
2010年9月20日、HEAT15で行なわれたHEAT・X-1団体交流戦でHEAT総合ルール ウェルター級王者新美吉太郎と対戦し、3-0の判定勝ちを収めた。

## 戦績
| 総合格闘技 戦績 | 総合格闘技 戦績 | 総合格闘技 戦績 | 総合格闘技 戦績 | 総合格闘技 戦績 | 総合格闘技 戦績 | 総合格闘技 戦績 |
| --------------- | --------------- | --------------- | --------------- | --------------- | --------------- | --------------- |
| 51 試合         | (T)KO           | 一本            | 判定            | その他          | 引き分け        | 無効試合        |
| 24 勝           | 12              | 5               | 7               | 0               | 2               | 0               |
| 25 敗           | 4               | 14              | 7               | 0               | 2               | 0               |

| 勝敗 | 対戦相手                         | 試合結果                        | 大会名                                                                   | 開催年月日     |
| ×    | クォン・アソル                   | 2R 4:43 チョークスリーパー      | HEAT16                                                                   | 2010年11月6日  |
| ○    | 新美吉太郎                       | 5分3R終了 判定3-0               | HEAT15                                                                   | 2010年9月20日  |
| ○    | マイケル・ウィンケルスペクト     | 2R 4:06 チョークスリーパー      | X-1 vs. Destiny MMA: Showdown in Waipahu 3 【X-1ミドル級王座決定戦】     | 2010年8月7日   |
| ×    | ディラン・クレイ                 | 1R終了時 TKO（タオル投入）      | X-1: Legends                                                             | 2008年5月16日  |
| ×    | ジェームス・ファンシアー         | 3R 0:43 腕ひしぎ十字固め        | KOTC: No Holds Barred                                                    | 2007年7月14日  |
| ×    | ジェレマイア・メトカルフ         | 4R 1:44 チョークスリーパー      | Gladiator Challenge 63: Crackdown 【GCウェルター級王座決定戦】           | 2007年5月11日  |
| ×    | ユージーン・ジャクソン           | 1R 2:01 チョークスリーパー      | Strikeforce: Triple Threat 【Strikeforce全米ミドル級王座決定戦】         | 2006年12月8日  |
| ×    | 菊地昭                           | 1R 1:58 ストレートアームバー    | 修斗                                                                     | 2006年10月14日 |
| ×    | 中村K太郎                        | 1R 3:55 チョークスリーパー      | Punishment in Paradise: East vs. West 【修斗環太平洋ミドル級王座決定戦】 | 2006年7月21日  |
| ×    | アントニオ・マッキー             | 5分3R終了 判定1-2               | Extreme Wars 3: Bay Area Brawl                                           | 2006年6月3日   |
| ×    | フランク・トリッグ               | 5分3R終了 判定0-3               | Rumble on the Rock 8 【ウェルター級トーナメント 1回戦】                  | 2006年1月20日  |
| ×    | ターレス・レイチ                 | 3R 0:32 TKO（ドクターストップ） | Rumble on the Rock: Qualifiers                                           | 2005年9月17日  |
| ×    | ジェイ・ヒエロン                 | 1R 4:34 TKO（カット）           | Lockdown in Paradise 1                                                   | 2005年3月19日  |
| ○    | 岩瀬茂俊                         | 5分3R終了 判定3-0               | Punishment in Paradise 9: Game To The End                                | 2005年1月22日  |
| ×    | ジェイソン・"メイヘム"・ミラー   | 2R 肩固め                       | SuperBrawl 37 【SuperBrawlウェルター級王座決定戦】                       | 2004年10月16日 |
| ×    | クリス・ライトル                 | 2R 1:17 フロントチョーク        | UFC 49: Unfinished Business                                              | 2004年8月21日  |
| ○    | ライアン・シュルツ               | 2R終了時 TKO（タオル投入）      | Rumble on the Rock 5                                                     | 2004年5月7日   |
| ○    | カイル・ブリーズ                 | 3R 4:40 TKO                     | SuperBrawl 33                                                            | 2004年2月7日   |
| ○    | アンドリュー・チャペル           | 5分3R終了 判定3-0               | Ring of Honor 3                                                          | 2004年1月24日  |
| ○    | ショーン・テイラー               | 2R 3:05 TKO（タオル投入）       | Rumble on the Rock 4                                                     | 2003年10月10日 |
| ×    | ティキ・ゴーセン                 | 5分3R終了 判定2-1               | SuperBrawl 31                                                            | 2003年9月20日  |
| ×    | ジョン・アレッシオ               | 5分3R終了 判定0-3               | KOTC 29: Renegades 【KOTC世界ウェルター級タイトルマッチ】                | 2003年9月5日   |
| ○    | ショーニー・カーター             | 5分5R終了 判定3-0               | KOTC 23: Sin City 【KOTC世界ウェルター級王座決定戦】                     | 2003年5月16日  |
| ○    | ジェームス・ミールズ             | ギブアップ（打撃）              | Kaos Fighting Championships 2                                            | 2003年4月26日  |
| ○    | マイク・ペナルバー               | 5分3R終了 判定3-0               | SuperBrawl 28                                                            | 2003年2月8日   |
| △    | デニス・ホールマン               | 5分2R終了 引き分け              | KOTC 19: Street Fighter                                                  | 2002年12月7日  |
| △    | ショーニー・カーター             | 5分3R終了 引き分け              | SuperBrawl 27                                                            | 2002年11月9日  |
| ×    | ステファン・ポトヴィン           | 3R 3:18 ヒールホールド          | UCC Hawaii: Eruption in Hawaii                                           | 2002年9月17日  |
| ×    | 須田匡昇                         | 5分3R終了 判定0-2               | 修斗 TREASURE HUNT 07                                                    | 2002年6月29日  |
| ×    | 竹内出                           | 5分3R終了 判定0-2               | 修斗                                                                     | 2002年1月12日  |
| ○    | シャノン・"ザ・キャノン"・リッチ | 1R 2:17 TKO（パンチ連打）       | Warriors Quest 3: Punishment in Paradise                                 | 2001年12月1日  |
| ×    | ジャーメイン・アンドレ           | 1R 3:11 TKO（パウンド）         | World Fighting Alliance 1                                                | 2001年11月3日  |
| ○    | ピート・スプラット               | 3R 4:36 TKO（膝蹴り）           | Warriors Quest 2: Battle of Champions                                    | 2001年8月1日   |
| ○    | ジョー・スティーブンソン         | 5分3R終了 判定3-0               | Warriors Quest 1: The New Beginning 【Warriors Questミドル級王座決定戦】 | 2001年5月29日  |
| ○    | デイブ・ストラッサー             | 2R 4:42 腕ひしぎ十字固め        | SuperBrawl 21                                                            | 2001年5月24日  |
| ○    | ブライアン・スリーマン           | 2R 2:03 腕ひしぎ十字固め        | KOTC 8: Bombs Away                                                       | 2001年4月29日  |
| ○    | JT・テイラー                     | 2R 0:33 TKO（膝蹴り）           | Hawaii Combat 2                                                          | 2001年3月1日   |
| ○    | ジョードン・クリンプ             | 1R 3:07 TKO（パンチ連打）       | IFC Warriors Challenge 11 【IFC全米ミドル級タイトルマッチ】              | 2001年1月13日  |
| ○    | ジェイソン・フォン・フルー       | 1R TKO（パンチ連打）            | IFC Warriors Challenge 10 【IFC全米ミドル級王座決定戦】                  | 2000年10月11日 |
| ×    | エリック・パーソン               | 5分3R終了 判定0-3               | SuperBrawl 17                                                            | 2000年4月15日  |
| ○    | キム・メイソン                   | 2R 3:44 TKO（パウンド）         | SuperBrawl 16                                                            | 2000年2月8日   |
| ×    | 佐々木有生                       | 3R 2:20 腕ひしぎ三角固め        | 修斗 R.E.A.D. 〜2000 SHOOTO〜                                            | 2000年1月14日  |
| ○    | デション・ダンギー               | 1R 4:21 チョークスリーパー      | SuperBrawl 15                                                            | 1999年12月7日  |
| ○    | ジョン・クリソストモ             | 1R 1:15 TKO（カット）           | SuperBrawl 14 【ミドル級トーナメント 決勝】                              | 1999年11月5日  |
| ○    | スキップ・マクニール             | 1R 0:14 TKO（パウンド）         | SuperBrawl 14 【ミドル級トーナメント 1回戦】                             | 1999年11月5日  |
| ×    | マルコス・ダ・シウバ             | 1R 2:19 チョークスリーパー      | SuperBrawl 13                                                            | 1999年9月7日   |
| ○    | ジェームス・ジキック             | 5分3R終了 判定2-0               | SuperBrawl 12                                                            | 1999年6月1日   |
| ×    | ジェームス・ジキック             | 1R 3:40 チョークスリーパー      | SuperBrawl 11 【ミドル級トーナメント 決勝】                              | 1999年2月2日   |
| ○    | ポール・カッツ                   | 1R 0:15 TKO（スタンドの打撃）   | SuperBrawl 11 【ミドル級トーナメント 1回戦】                             | 1999年2月2日   |
| ×    | ユージーン・ジャクソン           | 1R 1:17 前腕チョーク            | SuperBrawl 8 【ミドル級トーナメント 決勝】                               | 1998年8月4日   |
| ○    | エディ・ミリス                   | 1R 3:48 腕ひしぎ十字固め        | SuperBrawl 8 【ミドル級トーナメント 1回戦】                              | 1998年8月4日   |

## 獲得タイトル
- SuperBrawl 14ミドル級トーナメント 優勝（1999年）
- IFC全米ミドル級王座（2000年）
- Warriors Questミドル級王座（2001年）
- 第4代KOTC世界ウェルター級王座（2003年）
- X-1ミドル級王座（2010年）